# Nicolás Fuchs
Nicolás Fuchs Sierlecki (Lima, Perú, 10 de agosto de 1982) es un piloto de rally peruano. Nicolás debutó en el 2005, en el Rally Premio Presidente de la República y dos años después logró su primer triunfo en la categoría Grupo N4 en esa misma prueba. Ha sido vencedor de Los Caminos del Inca en su primera participación (2009) y luego de tres años logró su segundo triunfo en la misma carrera.
Tiene sumado en sus palmarés cinco campeonatos nacionales consecutivos (2007-2011). Logró la corona en el Torneo Continental FIA-Nacam en el 2010. En el 2011, empezó su participación en el Campeonato Mundial de Rally de Producción logrando el quinto lugar en su primer año.
Fuchs ganó el Rally Italia Sardegna en la categoría de Producción en junio de 2012.
El 30 de julio de 2013, Fuchs y su copiloto Fernando Mussano se coronaron campeones del Mundial de Rally en la categoría Autos de Producción. Es el primer piloto peruano en la historia en conseguir ese título.
Actualmente, Fuchs compite en la categoría WRC2 del Campeonato Mundial de Rally y obtuvo su primera victoria en la categoría en el Rally de Argentina 2016 a bordo de un Skoda Fabia R5 del equipo Wevers Sport.
El año 2017 debutó en el Rally Raid Dakar, llegando a ocupar el puesto 8 en la etapa 10. Al final del Rally ocupó el puesto 12 en la general, por lo que se convirtió en la mejor participación de un piloto peruano en este Rally.

## Palmarés
2013
- Campeón Rally Sardegna (WRC2 Production)
- Campeón Rally Acrópolis (WRC2 Production)
- Campeón Rally Argentina(WRC2 Production)
- Campeón Rally Portugal (WRC2 Production)
- Campeón Rally México (WRC2 Production)

2012
- Ganador Rally Italia Sardegna en la categoría de Producción.
- Ganador Caminos del Inca.
- Ganador 4.ª. Fecha Rally FIA-NACAM (Cusco).

2011
- Ganador Absoluto Rally Interoceánica, Copa Presidencia de la República.
- Campeón Nacional de Rally.

2010
- Campeón FIA-NACAM.
- Campeón Nacional de Rally.
- Campeonato Mundial WRC Rally México, (3.er. puesto, categoría N4).

2009
- Campeón Nacional de Rally.
- Ganador Caminos del Inca.
- Campeonato Mundial WRC Rally Argentina, (4.º puesto, categoría N4).

2008
- Subcampeón Sudamericano FIA-Codasur.
- Campeón Nacional de Rally.

2007
- Campeón Nacional de Rally.

2006
- Campeón ACH Copa “Auto 2006” 25 años, Categoría Súper 1600 Nacional.

## Resultados

### Rally Dakar
| Año     | Categoría | Copiloto         | Vehículo | Posición | Etapas |
| ------- | --------- | ---------------- | -------- | -------- | ------ |
| 2017    | Coches    | Fernando Mussano | Ford     | 12.º     | -      |
| 2018    | Coches    | Fernando Mussano | Borgward | Ret.     | -      |
| 2019    | Coches    | Fernando Mussano | Ford     | 16.º     | -      |
| Fuente: |           |                  |          |          |        |